# Вэй Фэнхэ
Вэй Фэнхэ (кит. упр. 魏凤和, пиньинь Wèi Fènghé; род. февраль 1954, провинция Шаньдун) — китайский генерал-полковник (2012), член Центрвоенсовета Китая, член Госсовета КНР (1-й) и министр национальной обороны с 2018 по 2023 год. Прошёл путь от солдата до командующего (в 2012—2017) Ракетными войсками НОАК (прежде Вторая артиллерия НОАК).
Член КПК с января 1972 года, член ЦК КПК 18-19 созывов (кандидат 17 созыва).

## Биография
На службе в НОАК с 16 лет — с декабря 1970 года.
Окончил командный факультет Командной академии Второй артиллерии НОАК (1984).
С декабря 2006 по декабрь 2010 года начштаба Второй артиллерии НОАК.
С декабря 2010 по октябрь 2012 года заместитель начальника Генерального штаба НОАК.
С октября 2012 года командующий Ракетными войсками НОАК (до 2015 года Вторая артиллерия НОАК) (по 2017). Единственный, кто являлся в ЦВС 18-го созыва лишь кандидатом в члены ЦК КПК предыдущего созыва (остальные были как минимум его членами).
Генерал-полковник (ноябрь 2012), генерал-лейтенант (июль 2008), генерал-майор (июль 2004), полковник (сентябрь 1994). Стал первым, получившим полное генеральское звание при Си Цзиньпине, чьей «стопроцентной креатурой» его называют. Его попадание на третью строку в составе Центрвоенсовета наблюдатели расценили как пролог к назначению министром обороны (как в случае с Чан Ваньцюанем, ставшим его предшественником на этом посту), что и произошло. Министр национальной обороны с 19 марта 2018 по 12 марта 2023 года.
Свой первый визит в качестве министра обороны совершил в Россию, согласно собственному заявлению: чтобы показать миру высокий уровень развития двусторонних отношений и твердую решимость вооруженных сил Китая укреплять стратегическое взаимодействие. «Китайская сторона приехала, чтобы дать знать американцам о тесных связях вооруженных сил Китая и России… Мы приехали, чтобы поддержать вас», — заявил тогда он.
В 2018 году по результатам визита в Беларусь в апреле, Вэй Фэнхэ заявил, что Китай и Беларусь стали «железными братьями».
Позднее в 2018 году он заявлял: «Хорошим примером сотрудничества являются отношения между вооруженными силами КНР и России. Они отражают отказ от формирования альянсов, а также следуют принципу неконфронтации и не направлены против третьих стран». Он также отмечал, что Китай не намерен искать мировой гегемонии и участвовать в гонке вооружений — вне зависимости от уровня своего экономического развития.
В 2020 году состоялся визит Вэя Фэнхэ в Москву на парад Победы.
26 апреля 2021 года Вэя Фэнхэ принимали Генеральный секретарь ЦК КПВ Нгуен Фу Чонг и Президент Вьетнама Нгуен Суан Фук. Днём ранее его встретил вьетнамский министр национальной обороны генерал-полковник Фан Ван Жанг.
27 июня 2024 года Политбюро Коммунистической партии Китая объявило, что Вэй Фэнхэ и Ли Шанфу были исключены из партии за «дисциплинарные и правовые нарушения», а их дела были переданы в военные юридические организации вооружённых сил для уголовного преследования, причём Вэй обвиняется в получении несанкционированных подарков и крупных сумм денег в обмен на использование своей власти для получения выгоды для других. Оба этих человека также были лишены генеральского звания.

## Награды
- Орден Совершенства (Пакистан, 2020 год)[15]